# Секвенування
Секвенува́ння (від англ. sequence — послідовність) — метод визначення первинної структури нерозгалужених біополімерів (ДНК, РНК, білків та вуглеводів), результатом якого є рядок символів, що позначає послідовність, у якій мономери складають дану молекулу-біополімер. Описавши молекулу за допомогою такого рядка, можна отримати значне розуміння її структури на атомічному рівні.
Для аналізу результатів секвенування можуть використовуватись як існуючі програми, так і мови програмування (R, Python).
Також цим терміном називають визначення первинної структури інших типів даних.

## Методи
- Метод Сенгера
- Піросеквенування
- Іонне напівпровідникове секвенування
- Секвенування ДНК
- Секвенування білків